# Остров кукол

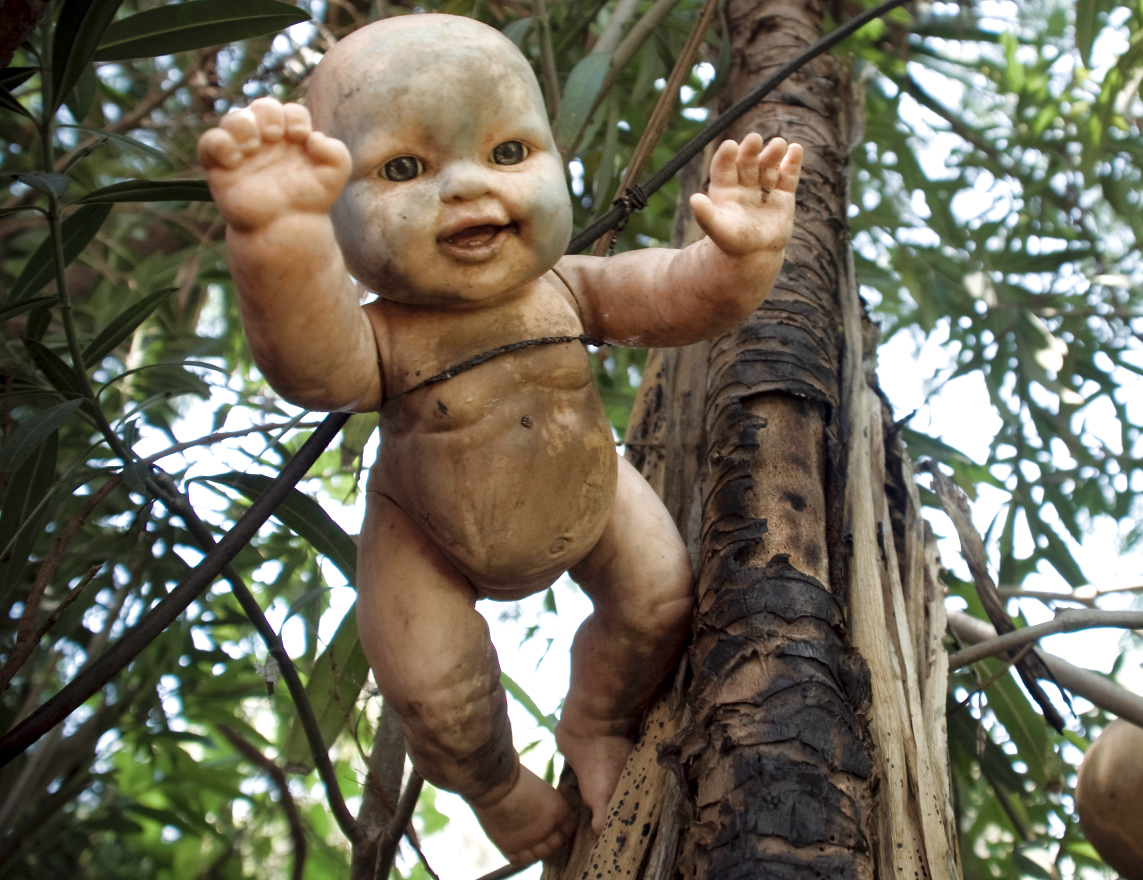
Одна из кукол острова

Остров Кукол (исп. Isla de las Muñecas) — остров, расположенный в одном из каналов в Сочимилько, районе мексиканской столицы Мехико. На деревьях по всему острову развешены сотни сломанных и изуродованных детских кукол, призванных успокоить призрак якобы утонувшей в местных водах девочки. Расположен примерно в 23 км от центра города на территории объявленных заповедником водно-болотных угодий, является известной туристической достопримечательностью и имеет репутацию страшного места.

## Легенда

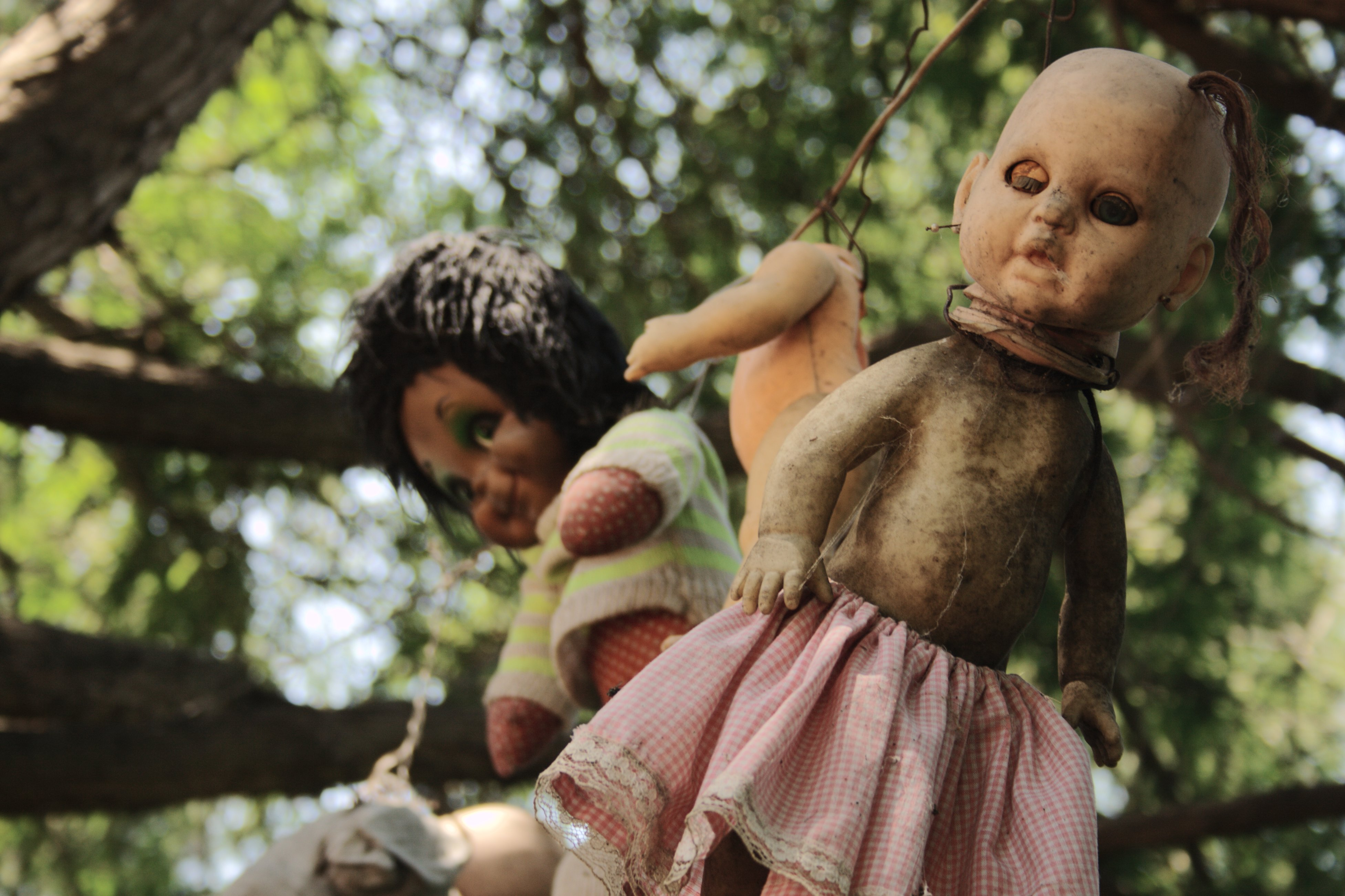
Куклы острова

Впервые остров получил свою известность в 1943 году, когда мексиканский режиссёр Эмилио Фернандес использовал его в качестве места съёмок фильма «Мария Канделария».
В начале 1950-х годов единственным жителем острова был Хулиан Сантана Барреро, занимавшийся разведением овощей, цветов и рыбной ловлей; на острове он был вынужден поселиться после изгнания из Баррио-де-ла-Асунсьон за проповедование религиозных суеверий. Согласно легенде, в 1950 (или 1951) году в водах канала около озера утонула девочка (или девушка); Сантана будто бы услышал её крики и поспешил помочь, но не успел этого сделать и нашёл в воде только куклу, предположительно принадлежавшую ей, которую повесил на ветвях дерева как дань памяти утопленнице. Впоследствии он, по собственным рассказам, стал по ночам постоянно слышать крики, стоны и шаги: будто бы призрак утонувшей девочки плакал и просил у него дать ей новых кукол. На протяжении примерно 50 следующих лет Сантана добывал разными путями (по его собственным словам — в основном из вод канала) кукол и вешал их на деревьях острова, дабы «умиротворить» призрака, но вскоре, поскольку дух якобы не исчезал, он начал намеренно ломать и уродовать их, считая, что тем самым может сдерживать привидение; в общей сложности им было собрано почти 1000 кукол.
Сантана умер в 2001 году, причём — опять-таки согласно легенде — поблизости от того самого места, где некогда не смог спасти тонувшую девочку. Причины его смерти не были точно определены: по одним данным, он утонул, находясь в состоянии алкогольного опьянения, по другим — причиной смерти стал сердечный приступ.

## Современное состояние

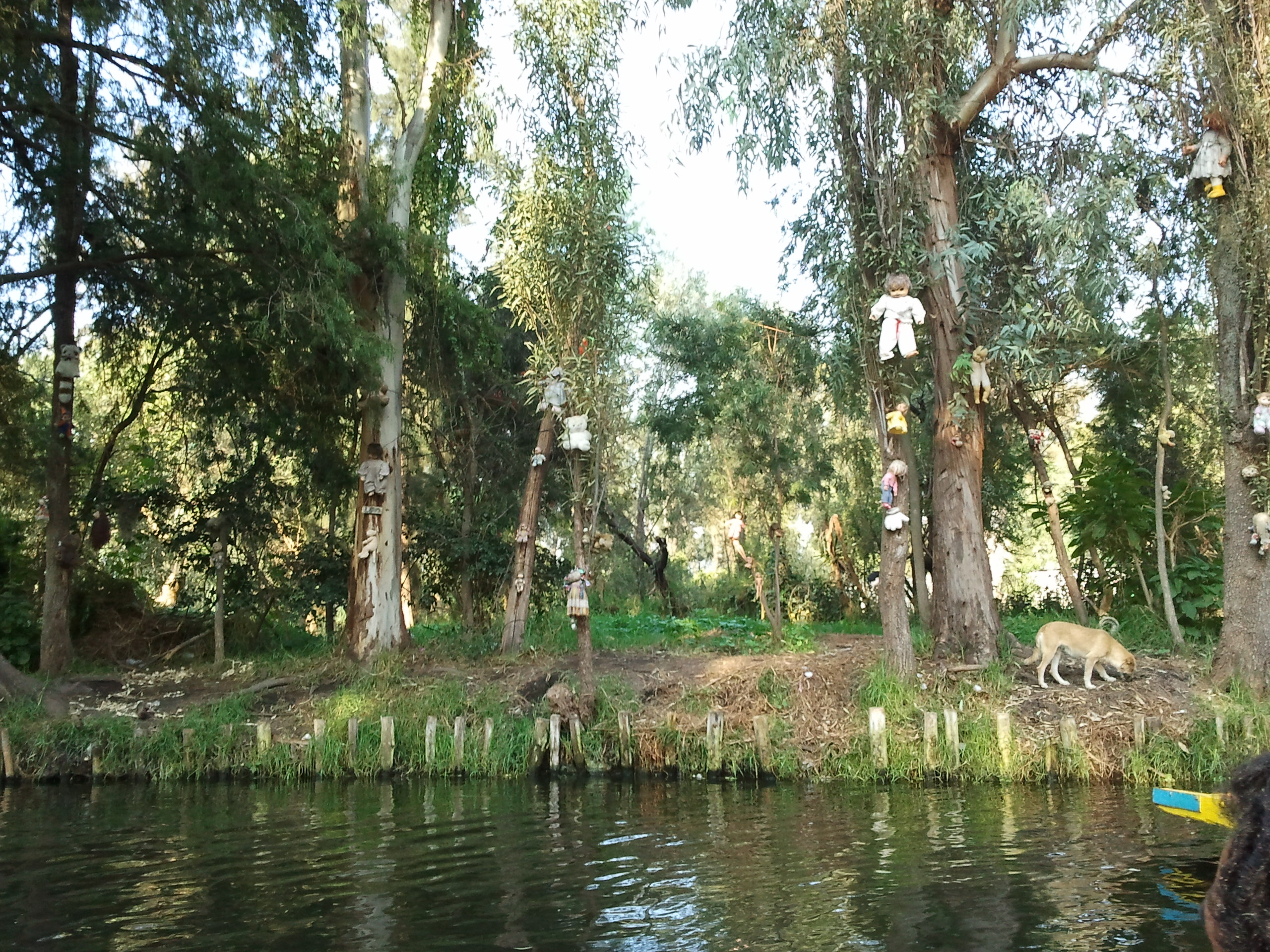
Вид на остров с воды

После смерти Сантаны Остров кукол получил широкое внимание со стороны ведущих мировых СМИ и вскоре превратился в популярный туристический объект, хотя первые туристы стали посещать его ещё в середине 1990-х годов, при жизни Сантаны. Добраться до него можно только на лодке: в среднем ежедневно происходит несколько платных рейсов, но некоторые местные лодочники, согласно одному из источников, из-за суеверного страха принципиально отказываются перевозить туда туристов. На острове находится небольшой музей с вырезками из газетных статей об этом месте и его прежнем обитателе. Единственный житель острова на данный момент — Анастасио Сантана, племянник покойного Хулиана Сантаны.